# Dazzle Ships
Dazzle Ships es el cuarto álbum de estudio del grupo británico OMD publicado en 1983. El título y la portada, diseñados por Peter Saville, hacen referencia a la pintura Dazzle-ships in Drydock in Liverpool del artista Edward Wadsworth que hace referencia al camuflaje por deslumbramiento.

## Producción

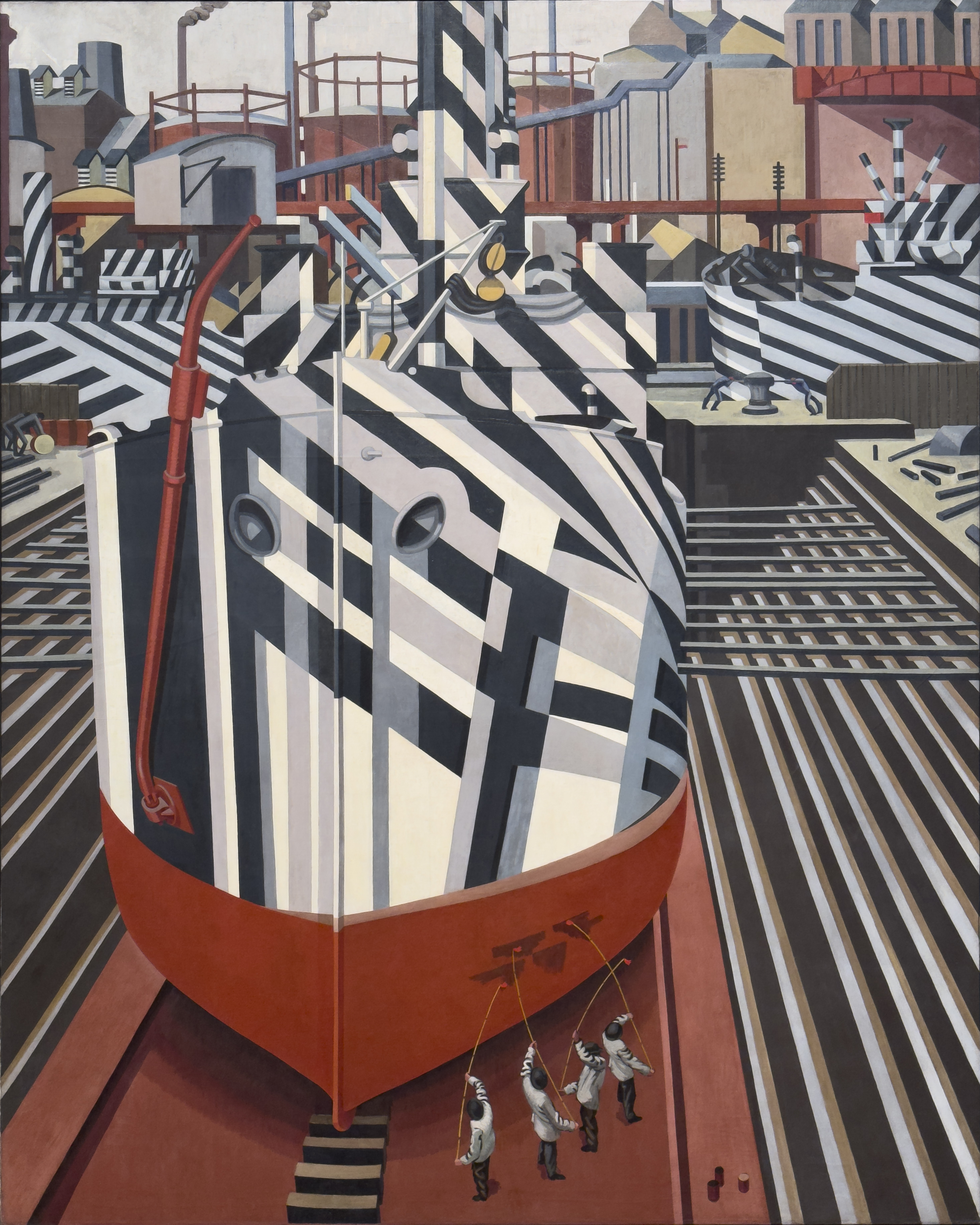
La obra Dazzle-ships in Drydock at Liverpool de Edward Wadsworth inspiró el título y la portada del álbum.

Después de su comercialmente exitoso álbum anterior Architecture & Morality (1981), Dazzle Ships destaca por su contenido experimental. Abundan los collages de sonido, similares a la música concreta, y la utilización de grabaciones de radio de onda corta.
Temáticamente se trata de un álbum conceptual donde las canciones abordan la Guerra Fría, la tecnología y la relación con el Bloque del Este, algo muy presente en la sociedad occidental contemporánea.

## Listado de Canciones
- Radio Prague - 1:18
- Genetic Engineering - 3:42
- ABC Auto-Industry - 2:06
- Telegraph - 2:57
- This Is Helena - 1:58
- International - 4:26
- Dazzle Ships (Parts II III & VII) - 2:21
- The Romance Of The Telescope - 3:26
- Silent Running - 3:33
- Radio Waves - 3:44
- Time Zones - 1:49
- Of All The Things We've Made - 3:23

## Ranking
- Alemania - Puesto 11 (1983)
- Canadá - Puesto 25 (1983)[5]
- Dinamarca - Puesto 19 (1983)[6]
- España - Puesto 3 (1983)
- Estados Unidos (Billboard Pop) - Puesto 162 (1983)
- Francia - Puesto 14 (1983)
- Nueva Zelanda - Puesto 10 (1983)
- Reino Unido - Puesto 5 (1983)
- Suecia - Puesto 38 (1983)

## Recepción
Durante su lanzamiento comercial Dazzle Ships obtuvo una mala recepción crítica y escaso éxito comercial sorpendiendo por el cambio de registro sonoro respecto a los anteriores trabajos del grupo. En medios como The Guardian se indica que, debido a su carácter experimental y a la ausencia de canciones comerciales, el álbum registró unas ventas de 300.000 copias frente a los 3.000.000 de copias de su anterior trabajo Architecture & Morality.

"El álbum que mató casi por completo nuestra carrera parece haberse convertido en el trabajo disfuncional de un genio. La realidad es que Paul Humphreys tardó 25 años en perdonarme por Dazzle Ships. Pero algunas personas siempre defienden lo que nosotros hicimos porque pensaban que era genial".
Andy McCluskey, sobre Dazzle Ships en The Guardian (2008-03-07) 

Sin embargo la recepción del disco se ha modificado con el paso del tiempo cosechando elogios de la crítica.

"La brillante carrera de singles de primer nivel de OMD y el dominio en las listas de ventas alcanzó un final temporal y dramático con Dazzle Ships. (...) McCluskey, Humphreys y compañía no podían atraer a muchos oyentes y no es de extrañar (...) Dazzle Ships es pop fragmentado, un álbum conceptual publicado en una época que no sabía que hacer con tales conceptos. Sin embargo, por sus propios méritos, es deslumbrante. Un Kid A de su tiempo que no recibió un nivel comparativo de atención y aprecio contemporáneo. De hecho la propia inmersión de Radiohead en la electrónica abstracta y el cuestionamiento de los avances biológicos y tecnológicos parecen ser eco de los temas y la construcción de Dazzle Ships.
Crítica de Ned Raggett en AllMusic 

Ha logrado convertirse en un álbum de culto y es citado en ocasiones como una influencia para artistas de diferentes estilos musicales.

"Inicialmente estaba un poco decepcionado con este lanzamiento ya que contenía descartes de un EP anterior. Sin embargo este es un álbum emblemático y un valiente esfuerzo de OMD. Altamente experimental en varios pasajes este fue un álbum increíblemente profético para su época. No fue hasta que Radiohead entró en aguas similares una década y media después con OK Computer y Kid A que escuchamos un equivalente sónico y emocional".
Crítica de Tony Meador en AllMusic 